# 細川国親
細川 国親（ほそかわ くにちか）は、室町時代後期から戦国時代にかけての武将。通称は掃部助・美濃守。

## 概要
国親は細川氏綱の取次を務めており、細川通董や龍安寺、本興寺への書状にも連署している。「御奉行衆」として斎藤長盛と連署しているので、立場は細川京兆家の内衆であった。天文18年（1549年）までは掃部助を名乗っており、天文22年（1553年）までには美濃守に改称している。
細川氏の中で美濃守を用いた人物として、寛正6年（1465年）に「細川美濃殿上野」が確認できる。また、細川政元の年寄衆である秋庭元重と長塩元親が連署して名字なしの「美濃守」に宛てた書状も見られることから、細川美濃守を名乗る人物が京兆家の近くに一定期間存続していたことは間違いない。土佐守護代家やその分家にあたる玄番頭家のように、上野氏を名乗る細川氏は京兆家の内衆として活動していることや、細川高国の偏諱を受けていると思われることからも、国親は細川美濃守の系譜を引いていると考えられる。『尊卑分脈』には美濃守氏益の名が確認できる。また氏益の祖父・上野頼幸は掃部助を名乗っている。